# Ил Борго (Модена)
Ил Борго је насеље у Италији у округу Модена, региону Емилија-Ромања.
Према процени из 2011. у насељу је живело 26 становника. Насеље се налази на надморској висини од 496 м.